# ماری لو مک‌دونالد
ماری لویس مک‌دونالد (به انگلیسی:Mary Louise McDonald) (زادهٔ ۱ می ۱۹۶۹)، یک سیاست‌مدار از حزب شین فین است که از ژوئن ۲۰۲۰ تا اکنون به عنوان رهبری اپوزیسیون در ایرلند و از فوریه ۲۰۱۸ بدین سو به عنوان رئیس حزب شین فین خدمت نموده‌است. وی از ۲۰۱۱ میلادی تا کنون از حوزه انتخابیه دوبلین مرکزی در دایل ایرین [مجلس سفلا و قانون‌گذاری ایرلند] نمایندگی می‌کند. پیش از آن، وی از ۲۰۰۹ تا ۲۰۱۸ میلادی به عنوان معاون رئیس حزب شین فین و از ۲۰۰۴ تا ۲۰۰۹ میلادی به عنوان نماینده پارلمان اروپا (MEP) از حوزه انتخابیه دوبلین خدمت نموده بود.
در ۱۰ فوریه ۲۰۱۸، مک‌دونالد متعاقب یک کنفرانس ویژه حزب در دوبلین، پس از آدامز که برای مدت طولانی رهبری حزب شین فین بود، به عنوان رئیس حزب گماشته شد.
در انتخابات سراسری ۲۰۲۰، عمل‌کرد حزب شین فین به مراتب بهتر گردید و این نخستین‌بار تقریباً در یک قرن اخیر بود که نه فیانا فیل و نه فاین گیل، برنده بیشتر آرا نشدند. شین فین ۳۷ کرسی به‌دست‌آورد و در عقب فیانا فیل که ۳۸ کرسی را به‌دست آورده بود، قرار گرفت. پس از گماشته شدن مایکل مارتین به عنوان تی‌شاخ (نخست‌وزیر رئیس دولت ایرلند) در ژوئن ۲۰۲۰ و تشکیل یک ائتلاف توسط احزاب فیانا فیل، گرین پارتی و فاین گیل، مک‌دونالد رهبر اپوزیسیون شد. وی به نخستین زنی مبدل شد که به این سمت می‌رسد و همچنین نخستین فرد پس از توماس جانسون از حزب کارگر در ۱۹۲۷ میلادی، بود که از حزبی غیر از فیانا فیل یا فایل گیل این سمت را بر عهده داشت.

## دوران کودکی و آموزش
او که در یک خانواده متوسط در دوبلین زاده شد، پدرش پاتریک مک‌دونالد معمار و نقشه‌بردار و مادرش خانه‌دار بود، والدین وی زمانی که وی ۹ سال داشت از هم جدا شدند و او با مادر خود در راتگر زندگی کرد. او یک برادر بزرگ‌تر به‌نام برنارد و دو برادر/خواهر دوگانگی کوچک‌تر از خود به‌نام پاتریک و جوئان دارد. خواهر وی جوئان در اوایل دهه ۲۰۰۰ میلادی عضو حزب جمهوری‌خواه سوسیالیست، ایریگی شده و یک معلم است. برادرش پاتریک به عنوان وکیل مالکیت فکری کار می‌کند و برنارد، دانشمند علوم است.
مک‌دونالد در مدرسه کاتولیک مخصوص دختران، مدرسه نوتری دیم دیس میشینز در چرچ‌تاون، دوبلین جنوبی آموزش دید، جای که وی در گفتمان‌های دخیل بود.
پس از اتمام مدرسه، مک‌دونالد در کالج ترینیتی دوبلین پذیرفته شده و از آنجا مدرک لیسانس خود را در رشته ادبیات انگلیسی کسب کرد. چندی بعد وی در دانشگاه سیتی دوبلین در رشته روابط سازمانی درس خواند و همچنین فوق لیسانس علوم (ام‌ای) خود را در ۱۹۹۵ میلادی در رشته مطالعات ادغام اروپا از دانشگاه لیمرک به‌دست‌آورد. وی به عنوان پژوهش‌گر در مؤسسهٔ امور اروپا، به عنوان مشاور در مرکز کارایی ایرلند (یک شرکت مشورتی منابع بشری که مشترکاً توسط Ibec و ICTU مدیریت می‌شد) و بعداً به عنوان آموزگار در واحد همکاری در تراست خدمات تحصیلی و آموزشی کار کرد.
مک‌دونالد در کنگره ملی ایرلند که یک سازمان مختلط جمهوری‌خواه بود مشغول به کار شده و در ۲۰۰۰ میلادی ریاست این سازمان را برعهده گرفت، وی اعتراضی را بر علیه دخالت شهردار شهر در افتتاح یک لوح یادبود در موقعیتی که نظم نارنجی ایرلند برای نخستین‌بار جلسه خود را در ۱۷۹۸ دایر نموده بودند، رهبری کرد.

## حرفه سیاسی

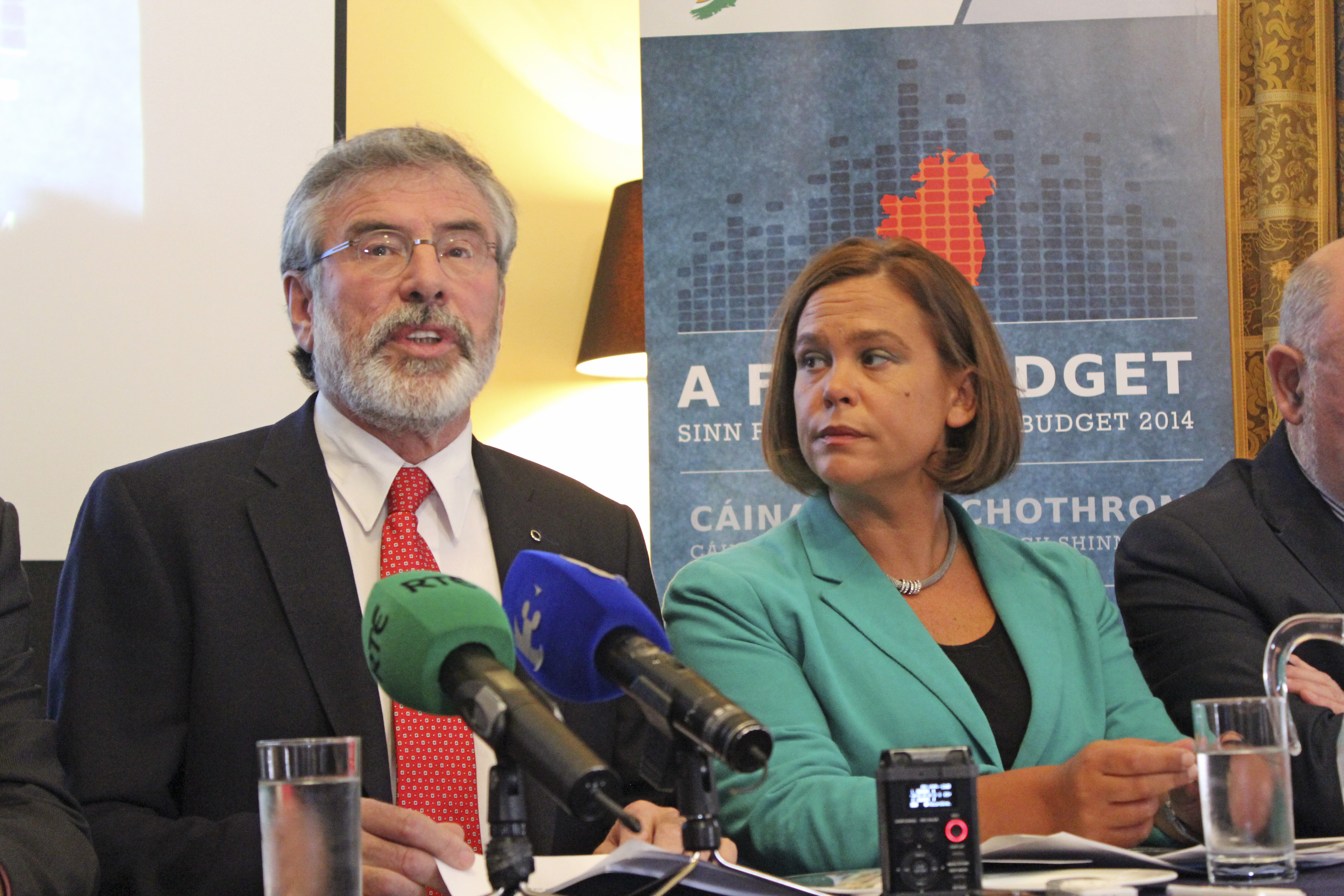
ماری لویس مک‌دونالد در سال 2013

مک‌دونالد حرفه سیاسی خود را در نخست با پیوستن به حزب فیانا فیل در ۱۹۹۸ میلادی آغاز کرد، اما یک سال بعد به دلیل اختلاف نظر در سیاست‌های اصلی، به‌ویژه سیاست‌های مرتبط با ایرلند شمالی و عدالت اجتماعی از این حزب جدا شد. زمانی که در ۲۰۱۴ میلادی در مورد عضویت وی در حزب فیانا فیل پرسیده شد، مک‌دونالد اظهار داشت که وی «در یک حزب اشتباه» رفته بود و به زودی پس از ملاقات با اعضای شین فین از طریق کنگره ملی اسکاتلند درک نمود که شین فین حزب مناسب تری برای نظریات جمهوری‌خواهی وی است.

### پارلمان اروپا و تلاش‌های اولیه برای راه‌یابی به دایل
مک‌دونالد از ۲۰۰۱ میلادی تا اکنون عضو رهبری حزب شین فین است. وی در انتخابات سراسری ۲۰۰۲ به عنوان نمایندهٔ حوزه انتخابیه دوبلین غربی از طرف حزب شین فین خود را نام‌زد انتخابات کرد، اما با به‌دست آوردن ۸٫۰۲ درصد آرای ترجیحی نخست، ناموافق بود.
در سپتامبر ۲۰۰۳، زمانی‌که مک‌دونالد طی فراخوانی در دوبلین برای یادبود از شین راسل، رهبر ارتش جمهوری‌خواه ایرلند که با آلمان نازی ارتباط داشت، صحبت نمود، مورد انتقاد قرار گرفت.
پس از این‌که مک‌دونالد در انتخابات پارلمانی ۲۰۰۴ پارلمان اروپا با کسب ۶۰٬۰۰۰ آرای ترجیخی نخست، به عنوان نمایندهٔ حوزه انتخابیه دوبلین در پارلمان اروپا انتخاب گردید، به نخستین عضو حزب شین فین در پارلمان اروپا از ایرلند مبدل شد. وی یکی از دو نمایندهٔ پارلمان اروپا از حزب شین فین بود، نماینده دیگر بایربری دی برون بود و از ایرلند شمالی نمایندگی می‌کرد. در ۲۰۰۷ میلادی وی، به‌خاطر «انجام دادن ارزش‌مندترین فعالیت در حوزه سیاست کار» از طرف مجله پارلمان اروپا برای دریافت جایزه «عضو پارلمان سال اروپا» شارت‌لیست گردید. زمانی که به عنوان نمایندهٔ پارلمان اروپا خدمت می‌کرد، او پیکار حزب شین فین بر علیه پیمان لیسبون را رهبری کرد که در سال ۲۰۰۸ از جانب جمهوری رد گردید اما در ۲۰۰۹ پذیرفته شد. مک‌دونالد عضو کمیته پارلمانی کار و امور اجتماعی پارلمان اروپا و همچنین عضو جانشین در کمیته پارلمانی آزادی‌های مدنی بود.
وی در انتخابات سراسری ۲۰۰۷ ایرلند از حوزه انتخابیه دوبلین مرکزی نام‌زد انتخابات شد، اما نتوانست موفق شود.
مک‌دونالد پس از کنفرانس ویژه حزب شین فین در ۲۲ فوریه ۲۰۰۹، به‌جای پات دوهرتی به عنوان معاون رئیس شین فین انتخاب گردید.
در انتخابات پارلمانی ۲۰۰۹ اروپا، تعداد کرسی‌های دوبلین در پارلمان اروپا از چهار به سه کرسی تقلیل یافته بود. مک‌دونالد برای به‌دست آوردن سومین کرسی، با ایوین ریان از حزب فیانا فیل و جو هیگینز، رهبر حزب سوسیالیست در رقابت تنگاتنگ قرار داشت. مک‌دونالد کرسی خود را به هیگینز باخت و در پنجمین شمارش آرا، حذف گردید. تعداد آرای ترجیحی نخست وی به حدود ۴۸٬۰۰۰ رأی تنزیل نموده بود.
در ژوئن ۲۰۰۹، پس از افشا شدن این‌که دفتر ستاد انتخاباتی مک‌دونالد اشیای یادگاری و خاطره‌انگیز ارتش جمهوری‌خواه ایرلند را به فروش می‌رساند، وی با انتقاد مواجه گردید.

### دایل ایرین (۲۰۱۱ تا کنون)
مک‌دونالد بار دیگر در انتخابات سراسری ۲۰۱۱ از حوزه انتخابیه دوبلین مرکزی وارد مبارزات انتخاباتی گردیده و این بار ۱۳٫۱ درصد آرای ترجیحی نخست را به‌دست‌آورد؛ او موفق شد تا آخرین کرسی این حوزه انتخابیه را آز آن خود نماید. پس از برنده شدن در انتخابات، وی سخن‌گوی حزب شین فین در امور مصارف و اصلاحات گردیده و از آن زمان تا ۲۰۱۷ عضو کمیته حساب‌های عمومی بود.
در ۲۰۱۲ میلادی، مک‌دونالد جایزه «سیاست‌مدار اپوزیسیون سال» را از طرف برنامه تلویزیونی سیاسی امشب با ونسنت براون از شبکه تلویزیونی TV3 به‌دست‌آورد.
در نوامبر ۲۰۱۴، پس از این‌که مک‌دونالد در مجلس دایل از تانایستی (معاون رئیس حکومت ایرلند) به‌نام جوئان بورتون پرسید که اگر شهروندان از پرداخت هزینه‌های تازه معرفی شده آب پیروی نه نمایند، آیا دولت اجازه خواهد داد تا از مزد یا پرداخت‌های رفاهی آن‌ها این هزینه کسر گردد، این پرسش وی باعث شد تا در نتیجه یک رأی‌گیری تصمیم به اخراج وی گرفته شود، اما وی ترک مجلس را رد کرد. مک‌دونالد استدلال کرد که بورتون قادر نبود مستقیماً به پرسش‌های وی پاسخ دهد و عمداً طفره آمیز و لجوجانه پاسخ می‌داد. تصمیم وی مبنی بر ترک نکردن جلسه، در اعتراض به پاسخ ندادن بورتون به پرسش‌های وی بود. او و یک تعداد اعضای دیگر مجلس از حزب شین فین، برای چهار و نیم ساعت در مجلس ماندند. در واکنش به این اقدام، رئیس مجلس شان باریت دایل را برای چند روز تعطیل کرد.
در دسامبر ۲۰۱۵، مک‌دونالد در نخست از توماس «سلاب» مورفی حمایت کرد و او را یک «جمهوری‌خواه خوب» خواند، علی-رغم این‌که مورفی طی یک محکمه کیفری ویژه برای نه اتهام فرار از مالیات مجرم شناخته شده بود و همچنین آخرین فردی که در یک محکمه در دوبلین در ۱۹۹۹ میلادی بر علیه وی شهادت داده بود، پس از شکنجه به قتل رسید. پس از این‌که برنامه تحقیقات اسپاتلایت شبکه تلویزیونی بی‌بی‌سی، مورفی را متهم به «کشتار جمعی» نمود، او دیگر از ادعای رئیس حزب جری آدامز مبنی بر این‌که مورفی یک «جمهوری‌خواه خوب» است، پشتیبانی نکرد.
پس از این‌که وی مجدداً از حوزه انتخابیه دوبلین مرکزی در انتخابات سراسری ۲۰۱۶ در دایل انتخاب گردید و بیشترین آرا را به‌دست‌آورد، وی به عنوان سخن‌گوی حزب شین فین در امور سلامت روانی و پیش‌گیری از خودکشی در سراسر ایرلند گماشته شد و تا قبل از این‌که در ۲۰۱۸ به عنوان رئیس شین فین انتخاب شد، در این سمت خود باقی ماند.

## رهبر حزب شین فین (۲۰۱۸ تا کنون)
جری آدامز، طی کنفرانسی که حزب شین فین در ۱۸ نوامبر ۲۰۱۷ برگزار نمود مجدداً به عنوان رهبر این حزب انتخاب گردید، اما وی اعلام نمود که وی از رهبری حزب شین فین درخواست خواهد کرد تا یک کنفرانس ویژه را طی سه ماه آینده فراخوانده و یک رهبر جدید انتخاب نمایند و این‌که وی در انتخابات آینده از حوزه انتخابیه لوث به عنوان عضو دایل مجدداً خود را نام‌زد نخواهد کرد.
پس از بسته شدن میعاد ثبت نام برای جانشینی آدامز در ۲۰ ژانویه ۲۰۱۸، مک‌دونالد به عنوان رئیس منتخب حزب شین اعلام گردید، چون وی تنها نام‌زدی بود که وارد این رقابت شده بود. وی طی کنفرانس ویژه در ۱۰ فوریه ۲۰۱۸ که در دوبلین دایر گردید، به عنوان رئیس حزب شین فین اعلام شد.
در مارس ۲۰۱۹، مک‌دونالد از جانب برخی‌ها، از جمله سیاست‌مدار حزب فاین گیل سیمون کوینی مورد انتقاد قرار گرفت، چون وی در جشن روز سنت پاتریک در شهر نیویورک در زیر شعاری راه می‌رفت که نوشته بود «انگلستان از ایرلند خارج شو». بلافاصله پس از این رویداد، حمایت حزب شین فین در نظر سنجی‌ها از ۱۸ درصد به ۱۳ درصد کاهش یافت و مک‌دونالد پس از مدت کوتاهی به‌خاطر کارش عذرخواهی نمود، اما وی بیان داشت که به باور وی این پیام متوجه دولت بریتانیا بود، نه به مردم انگلیس.
مدت کوتاهی پس از این رویداد، انتخابات پارلمانی ۲۰۱۹ اروپا در ایرلند و انتخابات محلی ۲۰۱۹ ایرلند به تاریخ ۲۴ می ۲۰۱۹ به‌طور هم‌زمان برگزار گردید. در انتخابات اروپایی، حزب شین فین ۲ کرسی پارلمان را از دست داده و میزان رأی آن‌ها ۷٫۸ درصد کاهش یافت، این در حالی بود که این حزب در انتخابات‌های محلی ۷۸ (تقریباً نصف) کرسی در مجلس نمایندگان ایرلند را از دست دادند و سهم میزان رأی آن‌ها ۵٫۷ درصد کاهش یافت. این نتیجه برای حزب شین فین، «فاجعه‌آمیز» تلقی گردید. مک-دونالد بیان داشت که «این واقعاً برای ما یک روز بد بود. اما گاهی اوقات این اتفاقات در سیاست رخ می‌دهد و این برای شما یک آزمایش است؛ یعنی، البته هویداست که این اتفاق شخصاً برای من که رهبر هستم، یک آزمایش است».
با این همه، این حزب در انتخابات سراسری ۲۰۲۰ دوباره درخشید و توانست ۲۴٫۵ درصد کل آرای ترجیحی نخست را به‌دست بی‌آورد و با اختلاف ۳٫۶ درصد از حزب فاین گیل و ۲٫۳ درصد از حزب فیانا فیل، پیشتاز گردد. این بهترین نتیجه انتخابات سراسری در تاریخ مدرن حزب شین فین بود. مک‌دونالد با دریافت ۳۵٫۷ درصد آرای ترجیحی نخست در حوزه انتخابیه دوبلین مرکزی، بالاترین آرا را دریافت کرد.